# Complicated
"Complicated" je pjesma kanadske pjevačice Avril Lavigne i ujedno njezin debitanski singl, objavljen 2002. s njezina debitanskog albuma Let Go. Napisali su je Avril i sastav The Matrix ( Scott Spock, Lauren Christy, i Graham Edwards), koji je i producirao pjesmu. Singl je bio na broju jedan u Australiji (šest tjedana), Novom Zelandu i Meksiku, na broju dva u Sjedinjenim Američkim Državama i na broju tri u Ujedinjenom Kraljevstvu. Zbog toga je "Complicated" bio drugi najuspješniji hit u 2002. godini nakon pjesme "Torn" koju izvodi australska pjevačica Natalia Imbruglia. Pjesma je također bila jedanaest tjedana na vrhu contemporary hit radia
Prema časopisu Blender pjesma je na 197. mjestu "najboljih 500 pjesama od tvog rođenja", Billboard je pjesmu svrstao na 83. mjestu najboljih pjesama desetljeća i Rolling Stone je pjesmu svrstao na 8. mjestu najboljih pjesama u posljednjih 10 godina.
"Weird Al" Yankovic je snimio parodiju pjesme pod nazivom "A Complicated Song".

## Uspjeh na ljestvicama
"Complicated" je bio Avrilin prvi singl koji se plasirao na glazbene ljestvice. Najviša pozicija pjesme na Billboard Hot 100 ljestvici je bila 2, što je poslije "Girlfriend" njezin najveći uspjeh na toj ljestvici. Na Mainstream Top 40 ljestvici je pjesma bila na vrhu čak 8 tjedana. Pjesma je na vrhu ljestvica u Kanadi, Norveškoj, Australiji i Novom Zelandu. U Europi se pjesma također dobro plasirala, u većini zemalja se plasirala u 5 najbolji singlova. U Aziji u Južnoj Americi je pjesma bila u mnogo zemalja na broju 1.

## Videospot
Spot za pjesmu "Complicated" snimljen je pod redateljskom palicom The Malloysa. Video počinje tako što Lavigne pita svoje kolege žele li raditi nered po trgovačkom centru. Oni su odgovorili s entuzijazmom i skejtebordali. Kada dođu u trgovačkom centru oni uznemiruju kupce i djelatnike, u to vrijeme dolazi intercut koji pokazuje Lavigne kako svira gitaru na skejtparku. Video se snimao 2 dana i za ta dva dana trgovački centar je ostao otvoren.

## Popis pjesama
Kanadski, meksički i UK CD singl
1. "Complicated" 4:03
2. "I Don't Give" 3:39
3. "Why" 4:00
4. "Complicated" (video)

Australski CD singl
1. "Complicated" 4:03
2. "I Don't Give" 3:39
3. "Why" 4:00

Japanski, američki, francuski, talijanski i nizozemski CD singl
1. "Complicated" (The Matrix mix) 4:08
2. "I Don't Give" 3:39

## Ljestvice
| Ljestvice (2002.)            | Najviša pozicija |
| ---------------------------- | ---------------- |
| Australija                   | 1                |
| Austrija                     | 2                |
| Belgija (Flandrija)          | 5                |
| Belgija (Valonija)           | 3                |
| Kanada                       | 1                |
| Danska                       | 2                |
| Finska                       | 17               |
| Francuska                    | 21               |
| Italija                      | 2                |
| Novi Zeland                  | 1                |
| Nizozemska                   | 4                |
| Norveška                     | 1                |
| Njemačka                     | 3                |
| SAD Billboard Hot 100        | 2                |
| SAD Billboard Latin Tropical | 20               |
| Švedska                      | 2                |
| Švicarska                    | 2                |
| UK                           | 3                |

| Država      | Certifikacija  | Prodaja |
| ----------- | -------------- | ------- |
| Australija  | 2 x platinasta | 140.000 |
| Austrija    | zlatna         | 15.000  |
| Belgija     | zlatna         | 10.000  |
| Brazil      | platinasta     | 100.000 |
| Norveška    | zlatna         | 10.000  |
| Novi Zeland | platinasta     | 15.000  |
| Švedska     | zlatna         | 10.000  |
| Švicarska   | zlatna         | 20.000  |

## Povijest objavljivanja
| Regija                 | Datum              | Izdavač        | Format                 |
| ---------------------- | ------------------ | -------------- | ---------------------- |
| SAD                    | 23. travnja 2002.  | Arista Records | CD, digitalni download |
| Europa                 | 8. lipnja 2002.    | Sony BMG       | CD, digitalni download |
| Ujedinjeno Kraljevstvo | 12. kolovoza 2002. | Arista Records | CD, digitalni download |

## Nagrade
| Godina | Dodjela                      | Nagrada                                         | Rezultat   |
| ------ | ---------------------------- | ----------------------------------------------- | ---------- |
| 2002.  | MTV Video Music Awards       | Najbolji novitet u spotu                        | Pobjeda    |
| 2003.  | Grammy                       | Najbolja ženska vokalna izvedba                 | Nominacija |
| 2003.  | Grammy                       | Pjesma godine                                   | Nominacija |
| 2003.  | Juno Awards                  | Singl godine                                    | Pobjeda    |
| 2003.  | Radio Music Awards           | Pjesma godine (Modern Adult Contemporary Radio) | Pobjeda    |
| 2003.  | Ivor Novello Awards          | Međunarodni hit godine                          | Pobjeda    |
| 2003.  | MTV Video Music Awards Japan | Najbolji novitet u spotu                        | Pobjeda    |